# Barionszám
A barionszám vagy bariontöltés megmaradó (többnyire) kvantumszáma egy rendszernek a részecskefizikában. Definíció szerint:
{\displaystyle B={\frac {1}{3}}\left(n_{\text{q}}-n_{\bar {\text{q}}}\right),}
ahol nq a kvarkok, míg nq az antikvarkok számát jelöli. A barion barionszáma +1 (három kvark), a mezoné 0 (kvark és antikvark), míg az antibarion barionszáma −1 (három antikvark). Az egzotikus hadronokat is mezon vagy barion besorolással illetik, barionszámuk alapján (pl. egy pentakvark – négy kvark és egy antikvark – barionnak minősül, míg egy tetrakvark – két kvark, két antikvark – mezonnak).
Az egyes hadronok barionszáma mindig egész szám, emellett a kvarkokat nem tartalmazó részecskék (lepton, foton,W- és Z-bozonok és a hipotetikus graviton) barionszáma értelemszerűen zéró.

## Barionszám kontra kvarkszám
A barionszám kifejezést jóval jóval a kvarkok felfedezése, és a rájuk alapozott kvark modell felállítása előtt határozták meg. A barionszámot a Gell-Mann–Nisidzsima-összefüggés kapcsolatba hozta az izospinnel és a ritkasággal, illetve a hipertöltéssel.
A kvarkok felfedezése után a definíciók megváltoztatása helyett egyszerűen a barionszám egyharmadát rendelték a kvarkokhoz. A kvarkszám kifejezés, bár helyesebb lenne, nem ragadt meg a szaknyelvben.
A barionszám összefügg a hadronok elektromos töltésével és színtöltésével is. A kvarkbezárás jelenségének következtében minden hadron színtöltése zéró (illetve fehér), és - bár az előbbi jelenségtől függetlenül - elektromos töltése egész szám. Ebből a két összefüggésből következik, hogy a kvarkok és antikvarkok különbsége mindig három (elméletileg lehet annak többszöröse is) - ami a fentebb említett következtetést adja, miszerint a barionszám mindig egész szám.
A fentiekből következtetve, elméletileg tetszőleges mennyiségű egzotikus hadron alkotható kvark és antikvark párokat adva egy tetszőleges alap hadronhoz, megtartva a megfelelő szimmetriákat (főként a kvarkok/antikvarkok színeit illetően). Például egy pentakvark állhat a következő elemekből (négy kvark és egy antikvark): egy vörös, egy zöld és két kék kvark és egy antikék antikvark (összességében adva a vörös-zöld-kék hármast, ami definíció szerint a zérus színtöltést, másként szólva a fehér színt eredményezi).

## Megmaradás
A barionszám megmarad a standard modell szinte minden kölcsönhatása esetén. Ez a megmaradás azt jelenti, hogy a kölcsönhatásba belépő részecskék barionszámának összege egyenlő a kilépő részecskék barionszámának összegével. Kivétel a királis anomália, melyre a standard modell nem képes magyarázatot adni (oly módon, hogy a barionszám-megmaradást ne sértse).
A hipotetikus nagy egyesített elmélet megengedi, hogy egy barion leptonná (illetve leptonokká) változzon, megsértve a barionszám és leptonszám megmaradásának elvét. A protonbomlás feltételezett folyamata egy ilyen szimmetriasértés példája lehetne.